# Daniel Morgan
Daniel Morgan  (6 de julho de 1736 – 6 de julho de 1802) foi um pioneiro, soldado e Congressista pelo estado da Virgínia, nos Estados Unidos. Ele ficou conhecido por sua capacidade tática e de comando desenvolvido durante a guerra de independência americana, onde ele participou de várias grandes batalhas como a invasão do Canadá, batalha de Saratoga e batalha de Cowpens. Ele também comandou tropas durante a Rebelião do Whiskey.

## Primeiros anos
Acredita-se que Daniel Morgan tenha nascido na vila de New Hampton, New Jersey em Lebanon Township. Todos os quatro de seus avós eram imigrantes galeses que viviam na Pensilvânia.  Os pais de Morgan nasceram na Pensilvânia e mais tarde se mudaram para Nova Jersey juntos. Morgan foi o quinto de sete filhos de James Morgan (1702-1782) e Eleanor Lloyd (1706-1748). Quando Morgan tinha 17 anos, ele saiu de casa após uma briga com seu pai. Depois de trabalhar em empregos ocasionais na Pensilvânia, ele se mudou para o Vale do Shenandoah. Ele finalmente se estabeleceu na fronteira da Virgínia, perto do que hoje é Winchester, Virgínia.
Ele trabalhou limpando terras, operando uma serraria e como carroceiro. Em pouco mais de dois anos, ele economizou o suficiente para comprar sua própria equipe. Com vários vagões extras, essa operação rapidamente se expandiu para um negócio próspero. Morgan serviu como carroceiro civil durante a Guerra da França e da Índia, com Daniel Boone, às vezes considerado seu primo.
Durante a retirada de Fort Duquesne (Pittsburgh), ele foi punido com 500 chicotadas (uma sentença geralmente fatal) por atacar um oficial. Morgan, portanto, adquiriu um desprezo pelas autoridades britânicas e seu tratamento para com os provincianos. Mais tarde, quando liderou as tropas, ele proibiu o açoitamento. [5] Ele então conheceu Abigail Curry; eles se casaram e tiveram duas filhas, Nancy e Betsy. Abigail o ensinaria a ler e escrever.
Morgan serviu mais tarde como atirador nas forças provinciais designadas para proteger os assentamentos ocidentais de ataques indianos apoiados pela França. Ele liderou uma força que aliviou Fort Edwards durante o cerco e dirigiu com sucesso a defesa depois. Algum tempo depois da guerra, ele comprou uma fazenda entre Winchester e Battletown. Em 1774, ele era tão próspero que possuía dez escravos. Naquele ano, ele serviu na Guerra de Dunmore, participando de ataques às aldeias Shawnee no país de Ohio.